# Pal licho!
Pal licho! – debiutancki album studyjny polskiego Wiktora Dyduły. Wydawnictwo ukazało się 17 marca 2023 nakładem wytwórni muzycznej Polydor Records w dystrybucji Universal Music Polska.
Album jest utrzymany w stylu muzyki pop. Składa się z wersji standardowej (1 CD).
Płyta zadebiutowała na 12. miejscu polskiej listy sprzedaży – OLiS.
Nagrania były promowane singlami: „Dobrze wiesz, że tęsknię”, „Koło fortuny”, „Złości miłości”, „Ćwierć wieku”, „Santorini” i „Pal licho!”.

## Lista utworów
Opracowano na podstawie materiału źródłowego.
| Pal licho! – Wersja standardowa | Pal licho! – Wersja standardowa                | Pal licho! – Wersja standardowa     | Pal licho! – Wersja standardowa                           | Pal licho! – Wersja standardowa |
| Nr                              | Tytuł utworu                                   | Słowa                               | Muzyka                                                    | Długość                         |
| ------------------------------- | ---------------------------------------------- | ----------------------------------- | --------------------------------------------------------- | ------------------------------- |
| 1.                              | „Struś”                                        | Wiktor Dyduła, Piotr Pluta          | Wiktor Dyduła, Piotr Pluta                                | 3:16                            |
| 2.                              | „Pal licho!”                                   | Wiktor Dyduła, Piotr Pluta          | Wiktor Dyduła, Piotr Pluta                                | 2:32                            |
| 3.                              | „Ćwierć wieku”                                 | Wiktor Dyduła, Piotr Pluta          | Wiktor Dyduła, Piotr Pluta                                | 3:02                            |
| 4.                              | „Ostatnie takie słońce” (oraz Natalia Grosiak) | Wiktor Dyduła, Piotr Pluta          | Piotr Pluta                                               | 3:55                            |
| 5.                              | „Nasze Morze” (oraz Ola Olszewska)             | Wiktor Dyduła, Aleksandra Olszewska | Wiktor Dyduła, Paweł Odoszewski                           | 3:28                            |
| 6.                              | „Santorini”                                    | Wiktor Dyduła                       | Wiktor Dyduła, Piotr Pluta                                | 4:01                            |
| 7.                              | „Koło fortuny”                                 | Wiktor Dyduła                       | Wiktor Dyduła, Maurycy Żółtański                          | 2:54                            |
| 8.                              | „Dobrze wiesz, że tęsknię”                     | Wiktor Dyduła                       | Wiktor Dyduła, Patryk Kumór, Dominic Buczkowski-Wojtaszek | 2:22                            |
| 9.                              | „Adios”                                        | Wiktor Dyduła                       | Piotr Pluta, Wiktor Dyduła, Orwell Stone                  | 3:44                            |
| 10.                             | „Kosmos”                                       | Wiktor Dyduła                       | Wiktor Dyduła, Piotr Pluta, Orwell Stone                  | 3:24                            |
| 11.                             | „Czasem”                                       | Krzysztof Ćwikliński                | Wiktor Dyduła, Piotr Pluta                                | 2:57                            |
| 12.                             | „Złości miłości”                               | Wiktor Dyduła                       | Wiktor Dyduła, Piotr Pluta, Orwell Stone                  | 3:19                            |
| 13.                             | „Dobrze Wiesz Że Tęsknię (Live)”               | Wiktor Dyduła                       | Wiktor Dyduła, Patryk Kumór, Dominic Buczkowski-Wojtaszek | 3:01                            |
|                                 |                                                |                                     |                                                           | 41:55                           |

## Pozycje na listach sprzedaży

### Pozycje na listach tygodniowych
| Kraj   | Lista (2023)  | Najwyższa pozycja |
| ------ | ------------- | ----------------- |
| Polska | OLiS – albumy | 12                |